# Farmacap
Azienda Farmasociosantaria Capitolina - Farmacap è un'azienda speciale italiana interamente controllata da Roma Capitale ed incaricata della gestione delle farmacie comunali di Roma.

## Storia
Farmacap fu fondata nel 1997, sotto la giunta guidata da Francesco Rutelli, seguendo la delibera del consiglio comunale n° 5 del 29 gennaio 1997 trasformando il servizio in economia del comune, che gestiva un totale di 29 farmacie, in azienda speciale. Negli anni successivi l'azienda ha aperto 16 nuove sedi e ha temporaneamente gestito otto asili nido, di cui uno in convenzione con AMA e cinque in convenzione con il comune di Roma. Essa si è attivata anche nelle operazioni di prevenzione sociosanitaria con servizi di teleassistenza e telesoccorso.
Nel 2014, dopo due anni di non approvazione dei bilanci d'esercizio, l'azienda è stata posta sotto l'egida di un commissario straordinario nominato dal sindaco di Roma al fine di risanare i conti e implementare i servizi. L'anno successivo la giunta guidata da Ignazio Marino stanziò un totale di 15 milioni di euro per ripianare le perdite, nominando come commissario Francesco Alvaro e come direttore generale Simona Laing, con l'obiettivo di approvare i bilanci 2013 e 2014 per poter procedere con la liquidazione dell'azienda.

## Attività
L'azienda si occupa delle gestione di 45 farmacie comunali sparse nei vari municipi di Roma provvedendo alla vendita e distribuzione al pubblico, ad altre farmacie pubbliche e private e alle ASL di: medicinali, anche veterinari, preparati galenici officinali e magistrali, omeopatici, di erboristeria e in generale secondo quanto disposto dal decreto ministeriale 375/1998, parafarmaci, prodotti dietetici, integratori alimentari e alimenti speciali, cosmetici, prodotti per l'igiene personale, materiali di medicazione, presidi medico-chirurgici, reattivi e diagnostici. Farmacap gestisce anche eventuali attività e servizi collaterali all'attività delle ASL, pianifica e organizza progetti volti alla prevenzione, alla ricerca in ambito farmaceutico e sociosanitario, all'educazione sanitaria e all'aggiornamento professionale, gestisce in convenzione servizi educativi, ricreativi, culturali, sociali e di supporto alla famiglia oltre che progetti speciali volti all'integrazione di popolazione immigrata.

## Dati societari
Farmacap è un'azienda speciale interamente controllata da Roma Capitale, che ne è socio unico.
Il modello di governo d'impresa è di tipo dualistico e si compone di un consiglio di amministrazione composto da quattro membri o amministratore unico, in entrambi i casi nominati dal socio unico nella persona del Sindaco previa approvazione dell'assemblea dei soci, e di un collegio dei revisori dei conti, composto da tre componenti di cui uno presidente. Al CdA/AU, il cui mandato dura quattro anni, si affianca nella direzione dell'azienda la figura del direttore generale, individuato tramite concorso pubblico o chiamata diretta e con mandato triennale.
La gestione dell'impresa è assegnata a partire dal 19 maggio 2021 ad un commissario straordinario riconosciuto nella persona di Jacopo Marzetti.

## Controversie
Nel settembre 2016 su disposizione della Procura della Repubblica presso il Tribunale di Roma, a seguito di un esposto presentato dal candidato sindaco Virginia Raggi e delle denunce effettuate dal direttore generale Simona Laing, il commissario straordinario Francesco Alvaro è stato arrestato insieme all'imprenditore Giuseppe Giordano con le accuse di turbativa d'asta e falso nella procedura di affidamento della gestione di strutture e servizi pubblici. Secondo la tesi accusatoria Alvaro avrebbe disposto l'abbassamento del valore di un appalto inerente alla gestione degli asili comunali in carico a Farmacap per favorire la Dragona S.r.l. di Giordano, successivamente risultata aggiudicataria dello stesso.
Due mesi dopo l'indagine sull'azienda, che ha coinvolto anche la Corte dei conti, si è estesa a 16 dipendenti accusati di peculato e appropriazione indebita di farmaci, parafarmaci e denaro di cassa. Nell'ambito della stessa inchiesta Laing aveva disposto il licenziamento di quattro dei 16 dipendenti indagati dalla Procura ma questa decisione ha contribuito anche al suo di licenziamento, disposto dal commissario Angelo Stefanori. Stefanori la accusava, tra le altre cose: di aver falsificato il progetto di bilancio sottoposto alla direzione, con il fine di "impacchettare l'azienda per la vendita sul mercato", di aver sospeso "arbitrariamente" il servizio Recup, che gestiva le prenotazioni delle prestazioni sanitarie specialistiche fornite dalle farmacie, "approfittando" del danno erariale costituito dal doppio addebito del costo sia alla Regione che al Comune, e della "mala-gestione" dell'acquisto dei farmaci, effettuato più tramite trattative private che tramite gare ad evidenza pubblica. Nel corso del 2019 Stefanori è stato poi rinviato a giudizio per calunnia, diffamazione e minacce nei confronti di Laing.